# EnterpriseDB

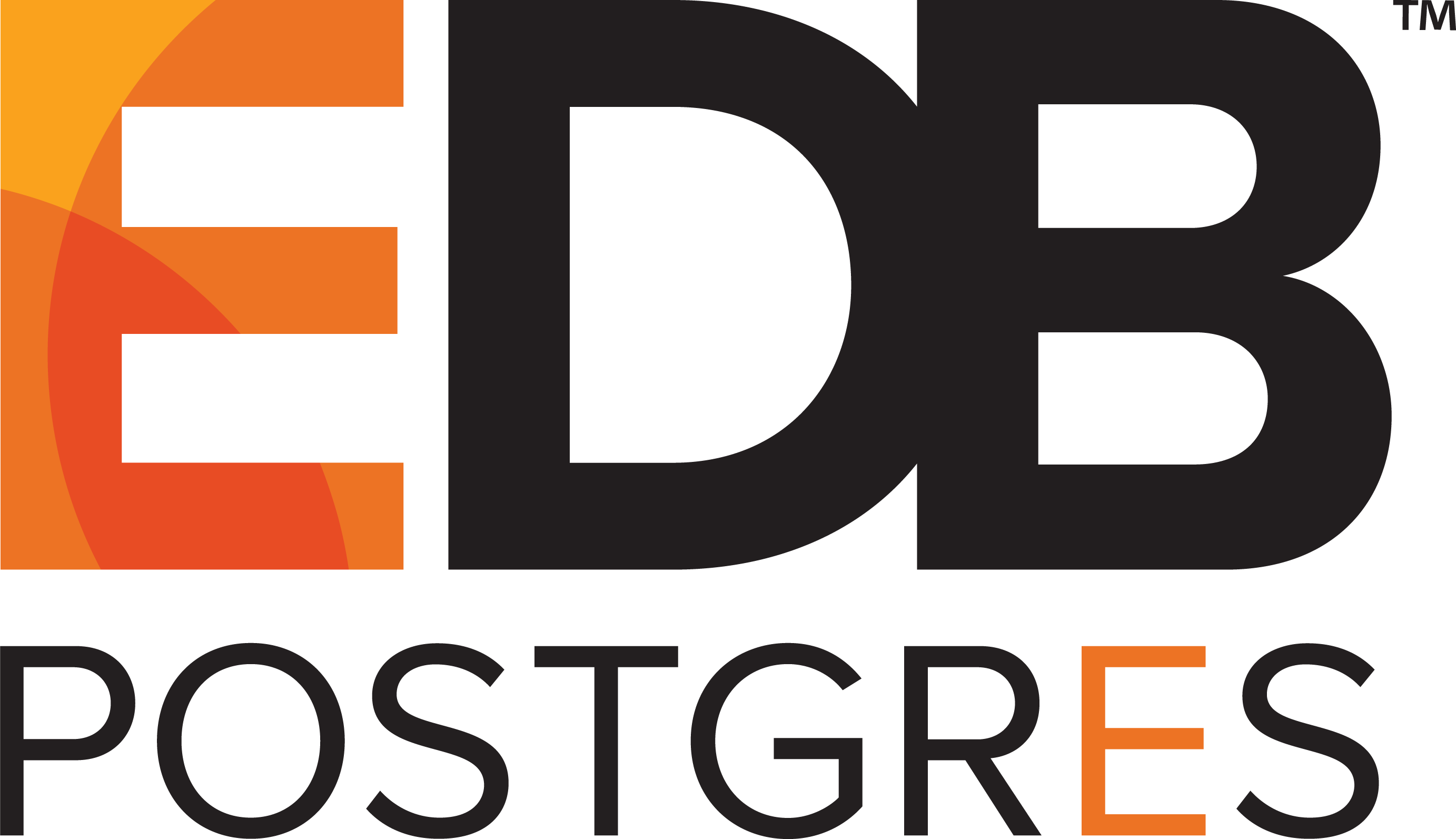
Logo EnterpriseDB

EnterpriseDB (EnterpriseDB Advanced Server) – system zarządzania relacyjną bazą danych bazujący na PostgreSQL. Jak informuje producent, EnterpriseDB jest kompatybilny z aplikacjami napisanymi dla bazy danych Oracle.
EnterpriseDB jest rozwijany od marca 2004.